# شارلوته بست
شارلوته بست (بالإنجليزية: Charlotte Best)‏ هي عدائة المسافات المتوسطة بريطانية، ولدت في 7 مارس 1985 في Redhill, Surrey ‏ في المملكة المتحدة.

## وصلات خارجية
- شارلوته بست على موقع الاتحاد الدولي لألعاب القوى (الإنجليزية)
- شارلوته بست على موقع ThePowerOf10.info (الإنجليزية)